# Isaac Vallie-Flagg
Isaac Vallie-Flagg (8 de abril de 1978) é um lutador de MMA e compete na categoria dos Peso Leve. Ele também já competiu em eventos do Strikeforce, King of the Cage e Ultimate Fighting Championship. Ele tinha um cartel de 2-0 no Strikeforce, quando em março de 2011, a Zuffa (empresa mãe do UFC) comprou o Strikeforce. Após certo tempo, Vallie-Flagg foi anunciado como lutador do Ultimate.

## Carreira no MMA

### Strikeforce
- Vallie-Flagg fez sua estreia no Strikeforce contra Brian Melancon no Strikeforce: Overeem vs. Werdum vencendo por decisão dividida após três rounds.[1]
- Vallie-Flagg estava escalado para enfrentar Bobby Green no Strikeforce Challengers: Britt vs. Sayers, mas logo em seguida ele foi retirado do card.[2]
- Vallie-Flagg enfrentou Gesias Cavalcante no Strikeforce: Barnett vs. Cormier.[3] Ele venceu por decisão dividida.
- Vallie-Flagg era esperado para enfrentar Adriano Martins no Strikeforce: Melendez vs. Healy. Mas, no dia 23 de setembro de 2012, foi anunciado que o evento seria cancelado, devido à uma lesão de Gilbert Melendez, que faria a luta principal.

### Ultimate Fighting Championship
- Após a junção do Strikeforce ao UFC, Vallie-Flagg fez sua estreia contra Yves Edwards em 2 de fevereiro de 2013, no UFC 156.[4]. Ele venceu por decisão dividida.
- Isaac era esperado para enfrentar Sam Stout em 15 de junho de 2013 no UFC 161.[5] Mas, Vallie-Flagg foi forçado a se retirar devido a uma contusão, sendo substituído por James Krause.[6]
- Vallie-Flagg enfrentou Elias Silvério em 15 de janeiro de 2014 no UFC Fight Night: Rockhold vs. Philippou.[7] Ele perdeu por decisão unânime.
- Isaac enfrentou a lenda japonesa Takanori Gomi em 26 de abril de 2014 no UFC 172 e perdeu por decisão unânime. Ele também foi derrotado por Matt Wiman em 22 de novembro de 2014 no UFC Fight Night: Edgar vs. Swanson em uma decisão unânime. Com a sequência de três derrotas seguidas, Vallie-Flagg foi liberado do UFC dias depois.
- Cartel no MMA

| Cartel no MMA   |             |            |
| 21 lutas        | 14 vitórias | 6 derrotas |
| Por nocaute     | 5           | 0          |
| Por finalização | 3           | 3          |
| Por decisão     | 6           | 3          |
| Empates         | 1           | 1          |

| Res.    | Cartel | Oponente             | Método                                    | Evento                                  | Data       | Round | Tempo | Local                    | Notas                      |
| ------- | ------ | -------------------- | ----------------------------------------- | --------------------------------------- | ---------- | ----- | ----- | ------------------------ | -------------------------- |
| Derrota | 14-6-1 | Matt Wiman           | Decisão (unânime)                         | UFC Fight Night: Edgar vs. Swanson      | 22/11/2014 | 3     | 5:00  | Austin, Texas            |                            |
| Derrota | 14–5–1 | Takanori Gomi        | Decisão (unânime)                         | UFC 172: Jones vs. Teixeira             | 26/04/2014 | 3     | 5:00  | Baltimore, Maryland      | Luta da Noite.             |
| Derrota | 14–4–1 | Elias Silvério       | Decisão (unânime)                         | UFC Fight Night: Rockhold vs. Philippou | 15/01/2014 | 3     | 5:00  | Duluth, Geórgia          |                            |
| Vitória | 14–3–1 | Yves Edwards         | Decisão (dividida)                        | UFC 156: Aldo vs. Edgar                 | 02/02/2013 | 3     | 5:00  | Las Vegas, Nevada        |                            |
| Vitória | 13–3–1 | Gesias Cavalcante    | Decisão (dividida)                        | Strikeforce: Barnett vs. Cormier        | 19/05/2012 | 3     | 5:00  | San José, Califórnia     | Desceu para os Pesos Leves |
| Vitória | 12–3–1 | Brian Melancon       | Decisão (dividida)                        | Strikeforce: Overeem vs. Werdum         | 18/06/2011 | 3     | 5:00  | Dallas, Texas            | Catchweight (175 lb)       |
| Vitória | 11–3–1 | Danny Rodriguez      | Nocaute Técnico (chutes no corpo e socos) | Jackson's MMA Series 4                  | 09/04/2011 | 2     | 3:28  | Albuquerque, Novo México |                            |
| Vitória | 10–3–1 | Alejandro Villalobos | Nocaute (socos)                           | Nemesis Fighting: MMA Global Invasion   | 11/12/10   | 3     | N/A   | Punta Cana               |                            |
| Empate  | 9–3–1  | Ken Jackson          | Empate                                    | C3 Fights - Slammin Jammin Weekend 5    | 07/08/2010 | 3     | 5:00  | Newkirk, Oklahoma        |                            |
| Vitória | 9–3    | Robert Simmons       | Nocaute Técnico (socos)                   | KOTC - Native Warriors                  | 06/03/2010 | 1     | 2:48  | Santa Fé, Novo México    |                            |
| Vitória | 8–3    | Mike Barreras        | Decisão (unânime)                         | DCMMAS - Duke City MMA Series 2         | 25/07/2009 | 3     | 5:00  | Albuquerque, Novo México |                            |
| Vitória | 7–3    | Anselmo Martinez     | Decisão (unânime)                         | Gods of War                             | 24/01/2009 | 3     | 5:00  | Las Cruces, Novo México  |                            |
| Vitória | 6–3    | Adrian Gutierrez     | Nocaute Técnico (socos)                   | SCA - Duke City Bike and Brawl 2        | 23/08/2008 | 2     | N/A   | Albuquerque, Novo México |                            |
| Vitória | 5–3    | Brad Nordquist       | Nocaute Técnico (socos)                   | KOTC - Badlands                         | 12/07/2008 | 2     | 0:50  | Albuquerque, Novo México |                            |
| Vitória | 4–3    | Abel Vargas          | Finalização (mata-leão)                   | KOTC - Hierarchy                        | 13/10/2007 | 1     | 2:01  | Albuquerque, Novo México |                            |
| Derrota | 3–3    | Rudy Bears           | Finalização (mata leão)                   | FW 15 - Rumble at Rt. 66 Casino         | 28/07/2007 | 1     | 4:00  | Albuquerque, Novo México |                            |
| Vitória | 3–2    | Ashton Castro        | Finalização (Socos)                       | YTYT - Ground Um and Pound Um           | 21/04/2007 | 1     | 4:15  | Kona, Hawaii             |                            |
| Derrota | 2–2    | Patrick Reeves       | Finalização (chave de braço)              | Knuckle Up Productions - Fight Night    | 07/08/2006 | 1     | 1:07  | Santa Fe, Novo México    |                            |
| Vitória | 2–1    | Eric Regan           | Finalização (mata-leão)                   | Knuckle Up Productions - Slugfest       | 19/05/2006 | 1     | 1:23  | Española, Novo México    |                            |
| Vitória | 1–1    | Danny Wren           | Decisão (unânime)                         | KOTC 35 - Acoma                         | 28/02/2004 | 2     | 5:00  | Acoma, Novo México       |                            |
| Derrota | 0–1    | Ben Schilsler        | Finalização (chave de braço)              | KOTC 26 - Gladiator Challenge           | 03/08/2003 | 1     | 0:29  | Acoma, Novo México       |                            |